# Pherotesia suffumosa
Pherotesia suffumosa là một loài bướm đêm trong họ Geometridae.